# Zsolt Bánkuti
Zsolt Bánkuti (ur. 18 kwietnia 1986) – węgierski zapaśnik walczący w stylu wolnym.
Zajął dziesiąte miejsce na mistrzostwach świata w 1999. Złoty medalista mistrzostw Europy w 2001; szósty w 2000. Wicemistrz świata kadetów w 1992 roku. Mistrz Węgier w 1997, 1998, 1999, 2001 i 2002 roku.